# East of Scotland Shield
East of Scotland Shield er et skotsk fodboldtrofæ som uddeles af East of Scotland Football Association. Der blev første gang spillet om trofæet i sæsonen 1875-76, og dermed er turneringen den næstældste fodboldturnering i Skotland, kun overgået af Scottish Cup. Turneringen er verdens tredjeældste årlige fodboldturnering, kun overgået af FA Cup og Scottish Cup.
Turneringen var en cupturnering for fodboldklubber hjemmehørende i Edinburgh og omegn. Disse klubber omfattede bl.a.
Alloa Athletic, Armadale, Bathgate, Berwick Rangers, Bo'ness, Bonnyrigg Rose, Cowdenbeath, Edinburgh University, Heart of Midlothian (Hearts), Hibernian (Hibs), Leith Athletic, Lochgelly United, Meadowbank Thistle og St Bernard's.
Hearts og Hibs har traditionelt været de stærkeste klubber i området, og de fleste finaler kom til at stå mellem netop de to hold. Men faldende interesse for turneringen medførte, at den efter sæsonen 1989-90 blev nedgraderet fra en voksen- til en ungdomsturnering. Turneringen blev imidlertid opgraderet igen i 2004 til én årlig kamp mellem Hearts og Hibs, ofte i form af reservehold, der fungerer som fundraiser for East of Scotland Football Association.
Turneringen hed oprindeligt Edinburgh FA Cup. Hibs vandt pokalen til ejendom efter at have vundet turneringen tre år i træk fra 1879 til 1881, hvorefter turneringen blev omdøbt til East of Scotland Shield. Den var betydningsfuld for etableringen af Hibs og Hearts som de førende fodboldklubber i Edinburgh, især da 1878-finalen måtte spilles om fire gange.

## Finaler
Den følgende liste er ukomplet.
| Edinburgh FA Cup        |                      |                      |                          | |
| Sæson                   | Vinder               | Res.                 | Finalist                 | Noter |
| 1875–76                 | Third Edinburgh RV   | 6–0                  | Thistle                  | Third Edinburgh Rifle Volunteers vinder den første udgave af Edinburgh Cup |
| 1876–77                 | Thistle              | w.o.                 | Third Edinburgh RV       | Thistle won the Cup after Third Edinburgh Rifle Volunteers failed to show up.                                                                                                   |
| 1877–78                 | Heart of Midlothian  | 3–2                  | Hibernian                | Efter 4. omkamp |
| 1878–79                 | Hibernian            | 2–0                  | Heart of Midlothian      | Efter omkamp |
| 1879–80                 | Hibernian            | 5–0                  | Dunfermline              | Finalen blev spillet om efter at Dunfermline havde protesteret over første kamp (6–3 til Hibernian).                                                                            |
| 1880–81                 | Hibernian            | 1–0                  | St Bernard's             | Efter omkamp. Hibernian vandt trofæet til ejendom og turneringen blev omdøbt.                                                                                                   |
| East of Scotland Shield |                      |                      |                          | |
| Sæson                   | Vinder               | Res.                 | Finalist                 | Noter |
| 1881–82                 | Hibernian            | 4–2                  | St Bernard's             | |
| 1882–83                 | Edinburgh University | w.o.                 | Hibernian                | Finalen blev aflyst, eftersom Hibernian på grund af sygdom ikke kunne stille hold.                                                                                              |
| 1883–84                 | Hibernian            | 7–0                  | St Bernard's             | |
| 1884–85                 | Hibernian            | 3–2                  | Edinburgh University     | |
| 1885–86                 | Hibernian            | 4–1                  | St Bernard's             | |
| 1886–87                 | Hibernian            | 3–0                  | Heart of Midlothian      | Hibernian vandt både East of Scotland Shield og Scottish Cup. |
| 1887–88                 | Mossend Swifts       | 5–3                  | Hibernian                | |
| 1888–89                 | Heart of Midlothian  | 5–2                  | Leith Athletic           | |
| 1889–90                 | Heart of Midlothian  | 2–0                  | Leith Athletic           | |
| 1890–91                 | Heart of Midlothian  | 3–0                  | Armadale                 | |
| 1891–92                 | Heart of Midlothian  | 2–0                  | St Bernard's             | |
| 1892–93                 | Heart of Midlothian  | 3–1                  | St Bernard's             | |
| 1893–94                 | Heart of Midlothian  | 4–2                  | Leith Athletic           | Resultatet af 1. runde-kampen mellem Heart of Midlothian og Hibernian var omdiskuteret..                                                                                        |
| 1894–95                 | Bo'ness              |                      |                          | |
| 1895–96                 | Mossend              |                      |                          | |
| 1896–97                 | St Bernard's         |                      |                          | |
| 1897–98                 | Heart of Midlothian  | 2–0                  | Leith Athletic           | Efter omkamp |
| 1898–99                 | Heart of Midlothian  | 1–0                  | Hibernian                | |
| 1899–00                 | Hibernian            | 3–0                  | Heart of Midlothian      | |
| 1900–01                 | Leith Athletic       | 3–2                  | Heart of Midlothian      | |
| 1901–02                 | Heart of Midlothian  | 2–1                  | Hibernian                | |
| 1902–03                 | Hibernian            | 4–3                  | Leith Athletic           | |
| 1903–04                 | Heart of Midlothian  | 7–2                  | St Bernard's             | |
| 1904–05                 | Hibernian            | 1–0                  | Heart of Midlothian      | Efter 2. omkamp |
| 1905–06                 | Heart of Midlothian  | 2–1                  | Hibernian                | Efter omkamp. Hibernian havde besejret Heart of Midlothian i første forsøg, men kampen blev annulleret, idet Hibernian stillede med en spiller, der ikke var spilleberettiget.. |
| 1906–07                 | Heart of Midlothian  | 1–0                  | Leith Athletic           | |
| 1907–08                 | Hibernian            | 2–1                  | Leith Athletic           | |
| 1908–09                 | Hibernian            | 1–0                  | Heart of Midlothian      | Efter omkamp |
| 1909–10                 | Heart of Midlothian  | 1–1                  | St Bernard's             | Heart of Midlothian vandt 11–2 på hjørnespark. |
| 1910–11                 | Hibernian            | 3–0                  | Leith Athletic           | Efter omkamp |
| 1911–12                 | Hibernian            | 2–0                  | St Bernard's             | |
| 1912–13                 | Hibernian            | 3–2                  | St Bernard's             | |
| 1913–14                 | Heart of Midlothian  | 1–0                  | Hibernian                | |
| 1914–15                 | Heart of Midlothian  | 1–0                  | Hibernian                | |
| 1915–17                 | Ingen turneringer    | Ingen turneringer    | Ingen turneringer        | Ikke spillet på grund af første verdenskrig. |
| 1917–18                 | Hibernian            | [0]5–1               | Heart of Midlothian      | Afviklet over to kampe. Hibernian vandt 4–0 på Easter Road og kampen på Tynecastle endte 1–1.                                                                                   |
| 1918–19                 | Heart of Midlothian  | [0]3–1               | Hibernian                | Afviklet over to kampe. Hearts vandt første kamp 2–1 og anden kamp 1–0, begge spillet på Tynecastle.                                                                            |
| 1919–20                 | Heart of Midlothian  | 3–1                  | Hibernian                | Efter omkamp |
| 1920–21                 | Heart of Midlothian  | 3–0                  | St Bernard's             | |
| 1921–22                 | Hibernian            | 3–2                  | St Bernard's             | |
| 1922–23                 | Hibernian            | 2–1                  | Heart of Midlothian      | Efter omkamp |
| 1923–24                 | Hibernian            | 2–1                  | Heart of Midlothian      | Efter omkamp |
| 1924–25                 | Hibernian            | 3–0                  | Leith Athletic           | |
| 1925–26                 | Hibernian            | 2–1                  | Heart of Midlothian      | |
| 1926–27                 | Heart of Midlothian  | 5–1                  | Hibernian                | |
| 1927–28                 | Hibernian            | 2–1                  | Heart of Midlothian      | Efter omkamp |
| 1928–29                 | Hibernian            | 3–2                  | Heart of Midlothian      | |
| 1929–30                 | Heart of Midlothian  | 1–1                  | Hibernian                | Efter omkamp. Heart of Midlothian vandt 9–5 på hjørnespark. |
| 1930–31                 | Heart of Midlothian  | 5–4                  | Hibernian                | |
| 1931–32                 | Heart of Midlothian  | 5–1                  | St Bernard's             | |
| 1932–33                 | Heart of Midlothian  | 4–0                  | Hibernian                | |
| 1933–34                 | Heart of Midlothian  | 4–0                  | Hibernian                | |
| 1934–35                 | Hibernian            | 4–2                  | Heart of Midlothian      | |
| 1935–36                 | Heart of Midlothian  | 3–1                  | St Bernard's             | Efter omkamp |
| 1936–37                 | Heart of Midlothian  | 6–2                  | Hibernian                | |
| 1937–38                 | Hibernian            | 4–0                  | Heart of Midlothian      | |
| 1938–39                 | Hibernian            | 3–1                  | Heart of Midlothian      | |
| 1939–40                 | Heart of Midlothian  | 3–2                  | Hibernian                | |
| 1940–41                 | Ingen turnering      | Ingen turnering      | Ingen turnering          | Heart of Midlothian meldte afbud. |
| 1941–42                 | Heart of Midlothian  | 3–2                  | Hibernian                | |
| 1942–43                 | Hibernian            | 3–2                  | Heart of Midlothian      | Efter omkamp |
| 1943–44                 | Heart of Midlothian  | 2–1                  | Hibernian                | |
| 1944–45                 | Hibernian            | 3–1                  | Heart of Midlothian      | |
| 1945–46                 | Heart of Midlothian  | 3–2                  | Hibernian                | |
| 1946–47                 | Hibernian            | 2–1                  | Heart of Midlothian      | |
| 1947–48                 | Hibernian            | 3–0                  | Heart of Midlothian      | |
| 1948–49                 | Heart of Midlothian  | 6–0                  | Edinburgh City           | |
| 1949–50                 | Hibernian            | 2–1                  | Heart of Midlothian      | |
| 1950–51                 | Hibernian            | ?                    | ?                        | |
| 1951–52                 | Hibernian            | 3–0                  | Heart of Midlothian      | |
| 1952–53                 | Hibernian            | 4–2                  | Heart of Midlothian      | |
| 1953–54                 | Heart of Midlothian  | 1–0                  | Hibernian                | |
| 1954–55                 | Heart of Midlothian  | 4–3                  | Hibernian                | |
| 1955–56                 | Heart of Midlothian  | 2–1                  | Hibernian                | |
| 1956–57                 | Heart of Midlothian  | 1–2                  | Hibernian                | |
| 1957–58                 | Heart of Midlothian  | 3–0                  | Hibernian                | |
| 1958–59                 | Hibernian            | 2–0                  | Heart of Midlothian      | |
| 1959–60                 | Hibernian            | 3–2                  | Heart of Midlothian      | |
| 1960–61                 | Hibernian            | 4–2                  | Heart of Midlothian      | |
| 1961–62                 | Heart of Midlothian  | 3–1                  | Hibernian                | |
| 1962–63                 | Hibernian            | 2–0                  | Heart of Midlothian      | |
| 1963–64                 | Heart of Midlothian  | 3–0                  | Hibernian                | |
| 1964–65                 | Heart of Midlothian  | 3–1                  | Hibernian                | |
| 1965–66                 | Heart of Midlothian  | 4–2                  | Hibernian                | |
| 1966–67                 | Hibernian            | 2–1                  | Heart of Midlothian      | |
| 1967–68                 | Hibernian            | 1–0                  | Heart of Midlothian      | Efter omkamp |
| 1968–69                 | Heart of Midlothian  | 2–1                  | Hibernian                | |
| 1969–70                 | Heart of Midlothian  | 3–2                  | Hibernian                | |
| 1970–71                 | Hibernian            | 1–0                  | Heart of Midlothian      | |
| 1971–72                 | Ingen finale spillet | Ingen finale spillet | Ingen finale spillet     | Turneringen blev ikke spillet færdig. |
| 1972–73                 | Ingen turnering      | Ingen turnering      | Ingen turnering          | |
| 1973–74                 | Heart of Midlothian  | 3–0                  | Berwick Rangers          | Hibernian stillede ikke op. |
| 1974–75                 | Heart of Midlothian  | 2–1                  | Hibernian                | |
| 1975–76                 | Heart of Midlothian  | 8–0                  | Meadowbank Thistle       | Hibernian stillede ikke op. |
| 1976–77                 | Hibernian            | 1–0                  | Heart of Midlothian      | |
| 1977–78                 | Hibernian            | 4–0                  | Meadowbank Thistle       | |
| 1978–79                 | Ingen turnering      | Ingen turnering      | Ingen turnering          | |
| 1979–80                 | Hibernian            | 2–2                  | Heart of Midlothian      | Hibernian vandt efter straffesparkskonkurrence. |
| 1980–81                 | Berwick Rangers      | ?                    | ?                        | |
| 1981–82                 | Heart of Midlothian  | 5–0                  | Meadowbank Thistle       | |
| 1982–83                 | Hibernian            | 2–2                  | Berwick Rangers          | Hibernian vandt efter straffesparkskonkurrence. |
| 1983–84                 | Berwick Rangers      | ?                    | ?                        | Meadowbank besejrede Hibernian på straffespark i semifinalen. |
| 1984–85                 | Ingen turnering      | Ingen turnering      | Ingen turnering          | |
| 1985–86                 | Heart of Midlothian  | 2–1                  | Hibernian                | |
| 1986–87                 | Hibernian            | 2–0                  | Heart of Midlothian      | |
| 1987–88                 | Heart of Midlothian  | 5–1                  | Hibernian                | |
| 1988–89                 | Heart of Midlothian  | 3–3                  | Hibernian                | Heart of Midlothian vandt straffesparkskonkurrencen 4–3. |
| 1989–90                 | Heart of Midlothian  | 0–0                  | Hibernian                | Heart of Midlothian won on penalties |
| 1990–2000               | Ingen turneringer    | Ingen turneringer    | Ingen turneringer        | Afviklet med ujævne mellemrum som kampe mellem ungdoms- eller skolehold. Resultater ukendt.                                                                                     |
| 2001–02                 | Heart of Midlothian  | ?                    | Hibernian                | |
| 2002–03                 | Heart of Midlothian  | ?                    | Hibernian                | |
| 2003–04                 | Hibernian            | 3–1                  | Heart of Midlothian      | Spillet mellem to U.21-hold forstærket af maks. 5 senior-markspillere og 1 -målmand.                                                                                            |
| 2004–05                 | Hibernian            | 3–1                  | Heart of Midlothian      | [ 8 ] |
| 2005–06                 | Hibernian 'A'        | 4–2                  | Heart of Midlothian 'A'  | [ 9 ] |
| 2006–07                 | Hibernian U.19       | 3–2                  | Heart of Midlothian U.19 | På grund af problemer med programlægning blev kampen først spillet i slutningen af sæsonen 2007-08.                                                                             |
| 2007–08                 | Ingen turnering      | Ingen turnering      | Ingen turnering          | Eftersom 2006-07-udgaven først blev afholdt i 2007-08. |
| 2008–09                 | Hibernian U.19       | 1–1                  | Heart of Midlothian U.19 | Hibernian vandt efter straffesparkskonkurrence. |
| 2009–10                 | Hibernian U.17       | 2–1                  | Heart of Midlothian U.17 | [ 12 ] |
| 2010–11                 | Hibernian            | 2–1                  | Heart of Midlothian      | [ 13 ] |